# Oude Bunders
De Oude Bunders is een bedrijventerrein in Maasmechelen, Limburg. Het terrein is 167 hectare groot en is daarmee het grootste bedrijventerrein van Maasmechelen.
Het bedrijventerrein bestaat uit de Slakweidestraat, de Leemkuilstraat, de Breitwaterstraat, de Lausbedstraat, de Scheepstraat, de Schipperstraat, de Veeweidestraat en de Boorsemstraat. Ten westen wordt het terrein begrensd door de gewestweg N78, die aansluit op oprit 33 van autosnelweg E314. Ten noorden van de Oude Bunders vormt de E314 de grens met het woongebied van het kleinstedelijk gebied Maasmechelen. In het oosten scheidt de Zuid-Willemsvaart het bedrijventerrein van de dorpskern van Boorsem. In vogelvlucht ligt het gebied op minder dan 5 km van de grens met Nederland. Het bedrijventerrein ligt op het grondgebied van de Maasmechelse deelgemeenten Opgrimbie, Boorsem en Mechelen-aan-de-Maas.
In de toekomst wordt het industriegebied uitgebreid naar het Westen, met name naar de ander kant van de N78. Hier zal een nieuw bedrijventerrein genaamd Nieuwe Bunders ontwikkeld worden van 74 hectare groot. In 2013 werd het terrein van de Nieuwe Bunders herbestemd in het Provinciaal Ruimtelijk UitvoeringsPlan genaamd 'Afbakening kleinstedelijk gebied Maasmechelen'. In 2017 stemde de Maasmechelse gemeenteraad in met de ontwikkeling van het bedrijventerrein in samenspraak met de Provinciale Ontwikkelingsmaatschappij Limburg en de Limburgse Investeringsmaatschappij LRM. De gemeente Maasmechelen hoopt dat er op de Nieuwe Bunders minstens 500 nieuwe jobs zullen gecreëerd worden.

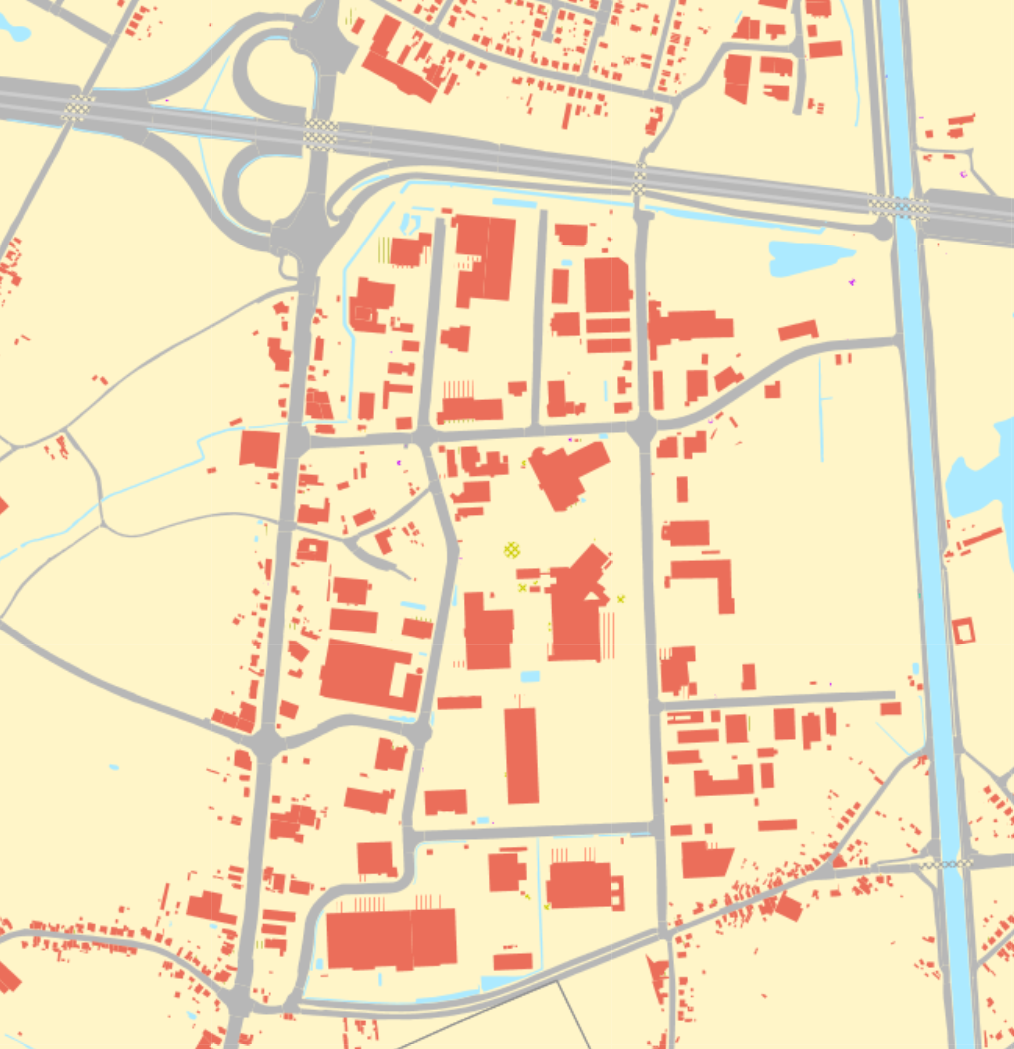
Het bedrijventerrein Oude Bunders in Maasmechelen op de Basiskaart Vlaanderen (2019)